# Sommer-Paralympics 1992
Die IX. Sommer-Paralympics fanden vom 3. September bis 14. September 1992 in Barcelona statt. Die Spiele wurden im Anschluss an die Olympischen Sommerspiele 1992 ausgetragen.
Das Organisationskomitee hatte zuvor die Regeln und Qualifikationshürden verschärft, was zur Reduzierung der teilnehmenden Athleten führte, aber auch das sportliche Niveau anhob.
Das Maskottchen der Spiele war eine stilisierte Läuferin namens Petra.

## Zeremonien

### Eröffnungsfeier
Die Eröffnungsfeier fand im Olympiastadion von Barcelona am 3. September statt. Unter den 65.000 Besuchern war auch IOC-Präsident Juan Antonio Samaranch, König Juan Carlos und Königin Sophia von Spanien. Die Flamme wurde durch den körperbehinderten Bogenschützen Antonio Rebello mittels eines Pfeiles entzündet.

## Sportarten
In 15 Sportarten wurde um Medaillen gekämpft. Im Rollstuhltennis, welches 4 Jahre zuvor noch als Demonstrationssportart eingeführt worden war, wurden zum ersten Mal Medaillen vergeben.
- Boccia
- Bogenschießen
- 7er-Fußball
- Gewichtheben/Powerlifting
- Goalball
- Judo
- Leichtathletik
- Radsport
- Rollstuhlbasketball
- Rollstuhlfechten
- Rollstuhltennis
- Schießen
- Schwimmen
- Tischtennis
- Volleyball

## Teilnehmende Nationen
| Europa (1755 Athleten) | Europa (1755 Athleten) | Europa (1755 Athleten) |
| --- | --- | --- |
| - Belgien (71) - Bulgarien (8) - Dänemark (43) - Deutschland (236) - Estland (6) - Färöer (3) - Finnland (70) - Frankreich (145) - Griechenland (7) - Irland (61) - Island (12) | - Italien (96) - Kroatien (6) - Lettland (3) - Liechtenstein (3) - Litauen (5) - Luxemburg (2) - Niederlande (97) - Norwegen (44) - Österreich (37) - Polen (40) - Portugal (30) | - Vereintes Team (63) - Schweden (98) - Schweiz (41) - Slowenien (8) - Spanien (233) - Tschechoslowakei (30) - Türkei (1) - Ungarn (42) - Vereinigtes Königreich (210) - Zypern (4) |
| Amerika (632) | | |
| - Argentinien (28) - Brasilien (40) - Chile (2) - Costa Rica (2) - Dominikanische Republik (1) - Ecuador (2)                                                                    | - Jamaika (4) - Kanada (142) - Kolumbien (5) - Kuba (10) - Mexiko (19) | - Panama (2) - Puerto Rico (9) - Uruguay (2) - Venezuela (9) - Vereinigte Staaten (355)                                                                                             |
| Asien (417) | | |
| - Ägypten (41) - Bahrain (4) - Volksrepublik China (24) - Hongkong (21) - Indien (8) - Iran (29) - Irak (17) - Israel (61)                                                      | - Japan (76) - Jemen (2) - Kuwait (24) - Macau (2) - Malaysia (10) - Myanmar (1) - Oman (4) - Pakistan (2)                                                                       | - Seychellen (2) - Singapur (4) - Südkorea (65) - Syrien (2) - Chinesisch Taipeh (11) - Thailand (5) - Vereinigte Arabische Emirate (2)                                             |
| Afrika (52) | | |
| - Algerien (8) - Burkina Faso (3) - Kenia (16) | - Marokko (5) - Namibia (2) - Nigeria (6) | - Südafrika (10) - Tansania (1) - Tunesien (1) |
| Ozeanien (149) | | |
| - Australien (136) | - Neuseeland (13) | |
| Unabhängige Paralympische Teilnehmer (16) | | |
| - Unabhängige Paralympische Teilnehmer (16) | | |
| (teilnehmende Athleten) | | |